# Juan Clemente Zenea
Juan Clemente Zenea Fornaris (1832-1871) fue un escritor cubano, al que se reconoce que ejerció gran influencia en la literatura cubana al retomar el Romanticismo, marcando una nueva línea en la poesía hispanoamericana.

## Biografía
Nació en Bayamo, Granma, el 24 de febrero de 1832. En 1845 entra al colegio de José de la Luz y Caballero, donde manifiesta por primera vez su inclinación hacia la literatura. En 1846 publicó sus primeros poemas en el periódico habanero La Prensa, en el cual llegó a ser redactor en 1849.
A partir de ese momento el número de sus obras aumentaron considerablemente, por ejemplo, publicó en colaboración con José Fornaris y Rafael Otero La mujer ¿Es un ángel? ¡No es un ángel! ¿Si será o no será?. Realizó la redacción de Almendares junto a Idelfonso Estrada Zenea y colaboró en La Voz del Pueblo.
En 1852 se vio obligado a emigrar a Nueva Orleans (Estados Unidos). Desde allí colaboró en El Correo de Louisiana, El Independiente y Faro de Cuba, llevando a cabo una fuerte campaña contra el gobierno español. Luego se traslada a Nueva York y desde allí trabaja para El Filibustero, La Verdad y El Cubano. Fue condenado a muerte en La Habana en 1853 por sus actividades en contra del gobierno español, pero debido a la amnistía general es perdonado y puede regresar a Cuba al año siguiente. 
Desde entonces ejerció en el colegio de José de la Luz y Caballero como profesor de inglés. Su obra en general es bastante extensa, y ha sido reconocida numerosas veces, varios de sus poemas se incluyen en El laúd del desterrado y es innumerable la cantidad de artículos suyos que aparecen en publicaciones cubanas y españolas de la época, por ejemplo en La Chamarreta, El Siglo, Revista del pueblo de Cuba, Ofrenda al Bazar, Álbum cubano de lo bueno y lo bello, La Piragua, Brisas de Cuba, Floresta Cubana y Guirnalda Cubana, entre ellas también se incluyen las siguientes revistas españolas La América y La Ilustración Republicana Federal. Fundó y dirigió la Revista Habanera.
En 1865 regresa a Nueva York colaborando con la Revista del Nuevo Mundo. Luego se traslada a México para trabajar en la publicación Diario Oficial. Al comenzar la guerra de 1868 en Cuba regresa a los Estados Unidos para colaborar con la causa, pero cada una de las expediciones en que tomó parte fue un fracaso. Logra llegar a Cuba clandestinamente en 1870, y luego de una entrevista con Carlos Manuel de Céspedes, líder del alzamiento, fue apresado por las tropas españolas, junto a la mujer de Céspedes, tratando de regresar a los Estados Unidos. 
El capitán general español de Cuba, Blas Villate, propuso que la mujer de Céspedes sirviera de mediadora con su marido, a fin de que este se retirara de la guerra. La proposición fue rechazada y el poeta fue fusilado el 25 de agosto de 1871 en La Habana.

## Obras publicadas
- 1855 Poesías
- 1859 Lejos de la patria. Memorias de un joven poeta
- 1860 Cantos de la tarde
- 1861 Sobre la literatura de Estados Unidos

## Poemas más reconocidos
- En un álbum
- Fidelia
- A una golondrina
- Diario de un mártir
- Ausencia
- En Greenwood
- Nocturno
- Las sombras
- Retorno
- Oriente y Ocaso
- Diario de un mártir
- Morir de amor